# インベーダーインベーダー
「インベーダーインベーダー」は、きゃりーぱみゅぱみゅの6作目のシングル曲。2013年5月15日にワーナーミュージック・ジャパン（unBORDEレーベル）から発売された。
表題曲は、きゃりーが「おしゃれインベーダー」として街で暴れ回るジーユーのCM用に中田ヤスタカが書き下ろしたものである。「おしゃれで世界征服だ！」というファッションと音楽の融合をコンセプトに、「おっしゃ Let's 世界征服」「WOWWOWWOW いぇいいぇいいぇい」といったシンプルな歌詞の連呼、途中でのダブステップ的な変化球も織り交ぜた、1980年代風のレトロでエレクトロ・ポップなチップチューンとなっている。
『TRICK』シリーズの完結編映画『トリック劇場版 ラストステージ』では、初海外に浮かれる主人公の山田奈緒子が空港に着いて何故かこの歌の触り部分を歌いだすというシーンがある。
C/Wの「Point of view」は、表題曲とは対照的に等身大に近い可愛らしいポップチューンであり、きゃりー自身は「視点を変えたら見える世界も変わって、ハッピーになれるよという曲です」と紹介している。
このシングルは、アルバム『なんだこれくしょん』からの先行シングルであり、初回限定盤（フォトブック仕様）、通常盤の2形態で発売された。タワーレコードやローソン/HMVを始めとする店舗で購入すると、特典として店ごとに柄が異なる缶バッジ（計5種類）が付いてきた。
なお、表題曲の「ファッションモンスター」はKONAMIの音楽ゲームである『jubeat』にも収録されている。

## 収録曲
（全作詞・作曲・編曲：中田ヤスタカ）
1. インベーダーインベーダー (4:11)
  - ジーユーCMソング
2. Point of view (3:34)
  - フジテレビ系『アゲるテレビ』オープニング・テーマ
3. ファッションモンスター（extended mix） (4:55)

## アートワーク
アートワークは「地球外生物」をコンセプトにした、ニューウェーブ感漂う仕上がりになっている。初回盤は、小さい妖精きゃりーを小鳥のように人差し指に乗せたドヤ顔きゃりー。通常版は、スイカ頭のウィッグを被ってボールを持ちながら謎なポーズをとる4人のきゃりーに囲まれたきゃりーが写っている。CDアートワーク・クレジットは次の通り。
- アートディレクター、デザイナー - STEVE NAKAMURA
- ヘアメイク - 小西神士
- スタイリスト - 飯嶋久美子
- フォトグラファー - 半沢健
- コレオグラファー - まいこ

## ミュージック・ビデオ
きゃりーぱみゅぱみゅは秘密結社のリーダーとなり、上空のUFOに乗ったDJ風の宇宙人と交信しながら、祭壇のようなステージで「世界征服だ」と歌っては仲間たちと怪しげなダンスパーティーを繰り広げる。やがて彼女は謎めいた儀式で DJ宇宙人を呼び降ろし、彼を囲んでパーティはいよいよ最高潮という、奇天烈なストーリー展開になっている。きゃりーぱみゅぱみゅのドレスは、彼女の行きつけである高円寺のブティックで買い求めたパステル調の古着などをパッチワーク風にアレンジしたものであり、彼女自身も「本当にカワイイ！！」とコメントしている。また舞台セットは、組織のいかがわしさを表現するため、段ボールなどを使って敢えてチープなテイストに仕上げている。制作スタッフは次の通り。
- 監督 - 田向潤
- スタイリスト - 飯嶋久美子
- ヘアメイク - 根本亜沙美
- コレオグラファー - まいこ

ミュージックビデオの再生回数は12月11日時点で約1,600万回に達し、2013年の日本国内動画の再生回数で3位となった。